# سوزن چوپان قرمز
سوزن چوپان قرمز(نام علمی: Geranium robertianum)، گونه‌ای از سرده شمعدانی است که بومی اروپا و قسمتهایی از آسیا، آمریکای شمالی و آفریقای شمالی می‌باشد.

## توصیف
به عنوان گیاهی یک‌ساله یا دوساله و خوابیده روی زمین رشد می‌کند تا ارتفاعش به بیش از ۵۰ سانتیمتر برسد، از آوریل تا پاییز گلهای کوچک صورتی رنگ با پنج گلبرگ (به قطر ۸ تا ۱۴ میلیمتر) تولید می‌کند. برگ‌ها کاملاً جدا، سه‌گانه و شبیه برگ نخل هستند، ساقه‌ها به رنگ قرمز هستند، برگ‌ها هم در آخر فصل گل‌دهی قرمز می‌شوند. ریشه این گیاه کوچک است.

## توزیع
منطقه اصلی توزیع این گیاه اروپا از ساحل شمالی دریای مدیترانه تا دریای بالتیک و از جزایر بریتانیا تا غرب قفقاز در شرق است. این گیاه به بسیاری از قسمتهای معتدل دنیا هم، احتمالاً از طریق استفاده به عنوان گیاه زینتی در جاهایی مانند منطقه خلیج سانفرانسیسکو، کالیفرنیا معرفی شده است. در ایالت واشینگتن با نام باب بدبو شناخته می‌شود و به عنوان یک گیاه مضر طبقه‌بندی شده است.
سوزن چوپان قرمز در سراسر بریتانیای کبیر و ایرلند در پرچین، بیشه‌زار و سواحل دریایی وجود دارد. این گیاه در تیسدیل انگلستان در ارتفاعات ۷۱۰ متری از سطح دریا و در بخشهایی از سرزمین اصلی اروپا در روی سنگریزه‌های آهکی آلپی در ارتفاعات بیش از ۲۱۰۰ متر رشد می‌کند.

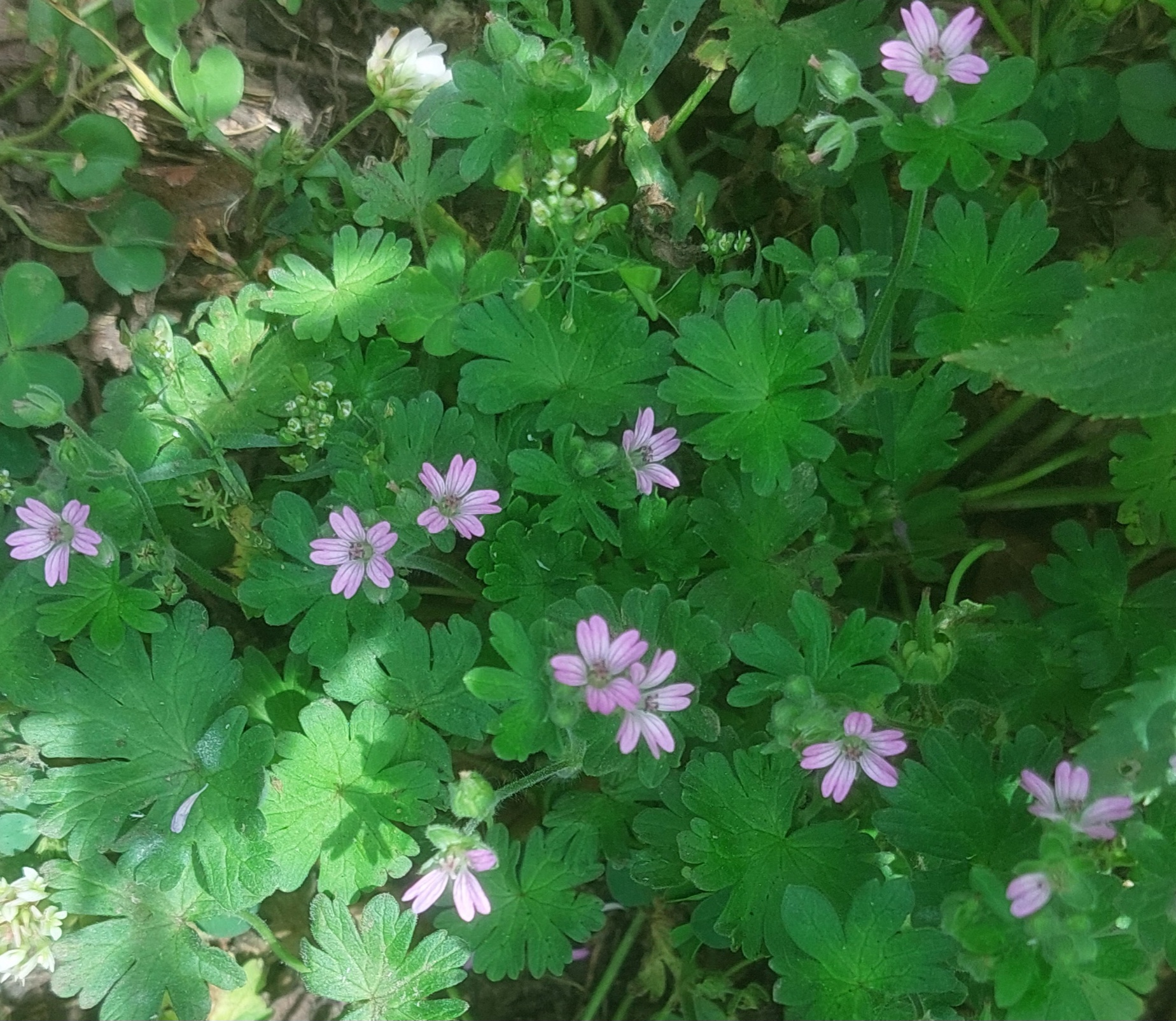
سوزن چوپان پاکبوتری